# Strzałokrzyżowcy

Flaga strzałokrzyżowców

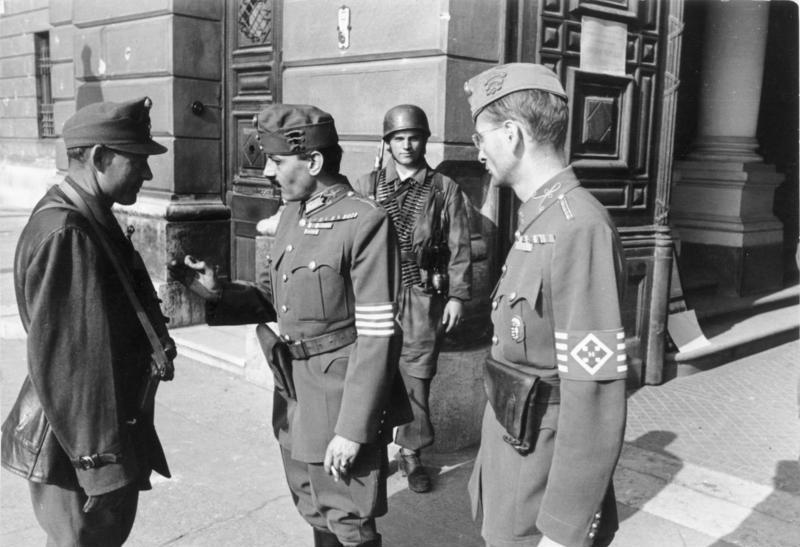
Strzałokrzyżowcy na ulicach Budapesztu w październiku 1944

Strzałokrzyżowcy, nilaszowcy, nyilasowcy (węg. nyilaskeresztesek) – faszystowskie, narodowosocjalistyczne, skrajnie prawicowe, antykomunistyczne i antysemickie ugrupowanie założone w 1935 roku na Węgrzech przez Ferenca Szálasiego, w czasie II wojny światowej kolaborujące z III Rzeszą.
Nazwa pochodzi od używanego przez organizację emblematu: strzał ułożonych w formie krzyża. Krzyż ma być symbolem wierności ideałom, strzały symbolizują nienawiść do przeciwników i gotowość do wojny, a skierowanie grotów w cztery strony świata oznacza daleki zasięg i nieograniczone ambicje organizacji, by rozszerzać swe wpływy. Flagę strzałokrzyżowców wzorowano na fladze NSDAP.
Strzałokrzyżowcy odpowiedzialni są za politykę ludobójstwa (szczególnie w stosunku do ludności żydowskiej) po przejęciu, za zezwoleniem władz niemieckich, władzy na Węgrzech w październiku 1944 roku